# عاطف ابو سیف
عاطف ابو سیف (عربی: عاطف أبو سيف؛ زادهٔ: ۱۹۷۳) یک نویسنده، رمان‌نویس و سیاستمدار فلسطینی است. در ۵ فوریه ۲۰۱۸، کمیسیون اطلاعات، فرهنگ و بسیج ایدئولوژیک در جنبش فتح، او را به عنوان سخنگوی این جنبش مکلف کرد.

## زندگی‌نامه
عاطف ابو سیف در اردوگاه پناهندگان اردوگاه جبالیا در سال ۱۹۷۳ در یک خانواده مهاجر از شهر یافا متولد شد. او در دانشگاه بیرزیت زبان انگلیسی و ادبیات را آموخت و مدرک کارشناسی ارشد علوم سیاسی را از دانشگاه برادفورد انگلستان دریافت کرد و بعد از آن در دانشکده علوم سیاسی دانشگاه فلورانس در ایتالیا مدرک دکترا دریافت کرد.

## آثار
عاطف ابو سیف چهار رمان را علاوه بر مجموعه ای از داستان‌ها و یک کتاب توسط دارالشروق در امان منتشر کرد.